# Erica formosa
Erica formosa är en ljungväxtart som beskrevs av Carl Peter Thunberg. Erica formosa ingår i släktet klockljungssläktet, och familjen ljungväxter. Inga underarter finns listade i Catalogue of Life.

## Bildgalleri

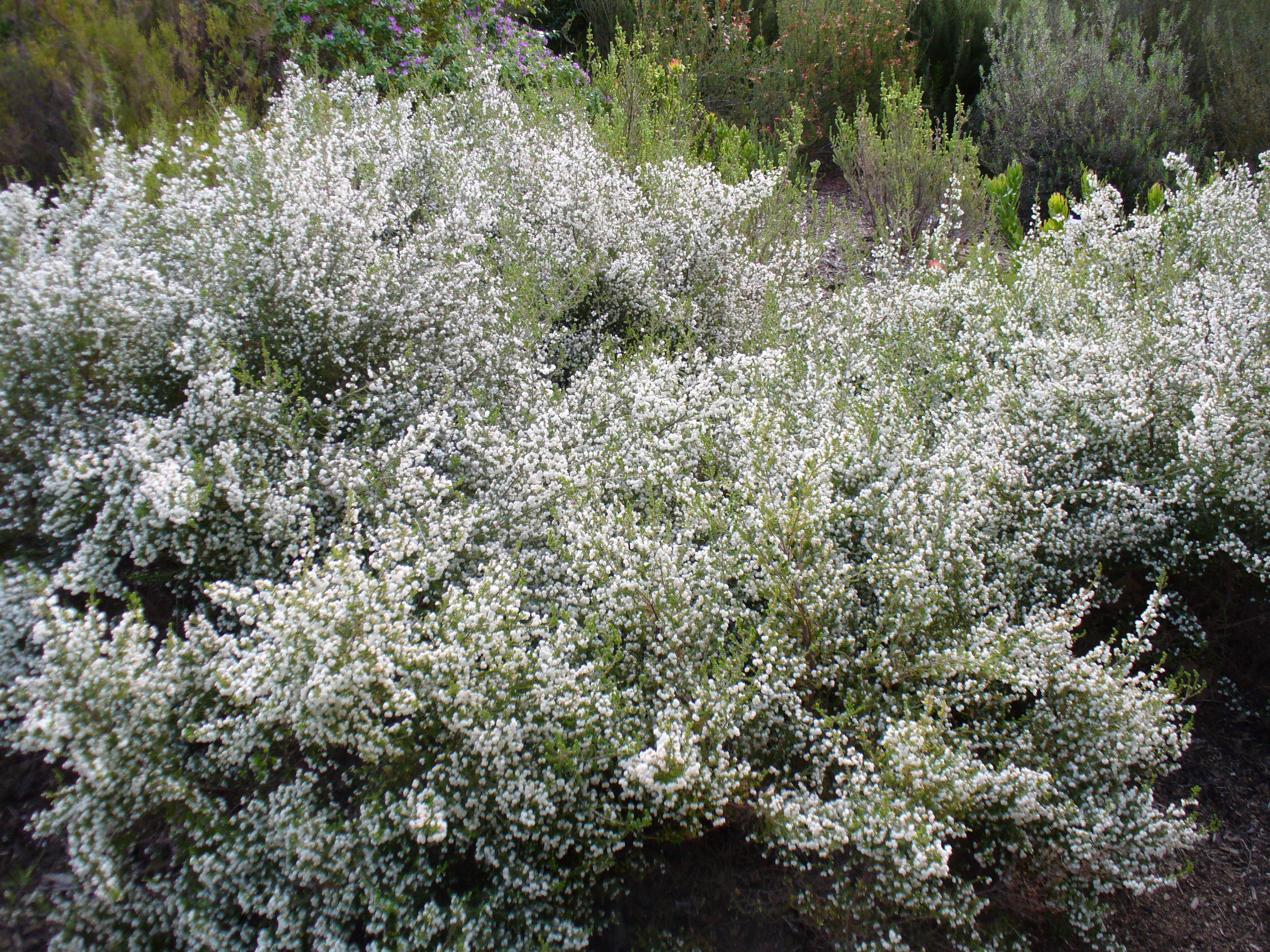
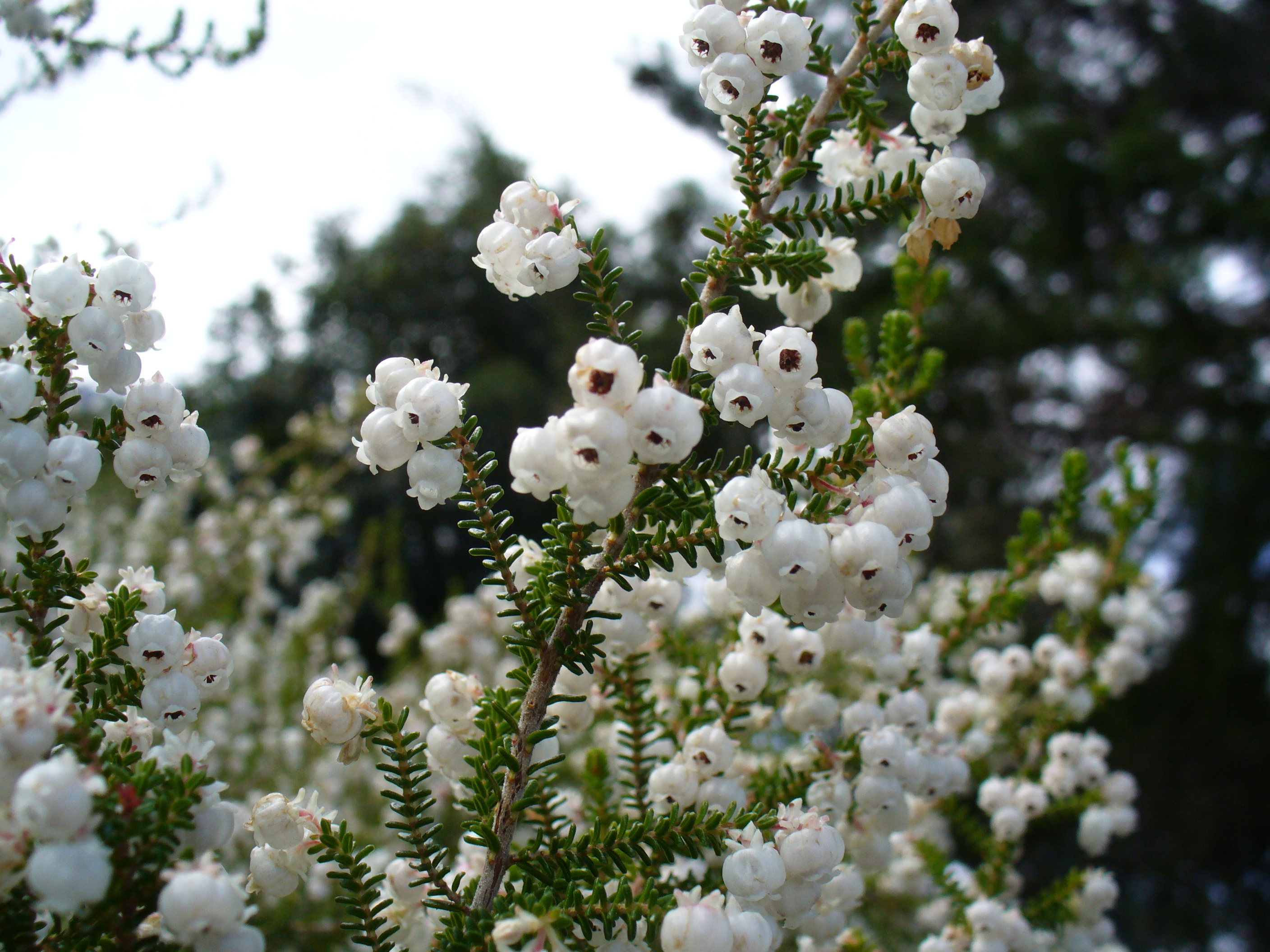
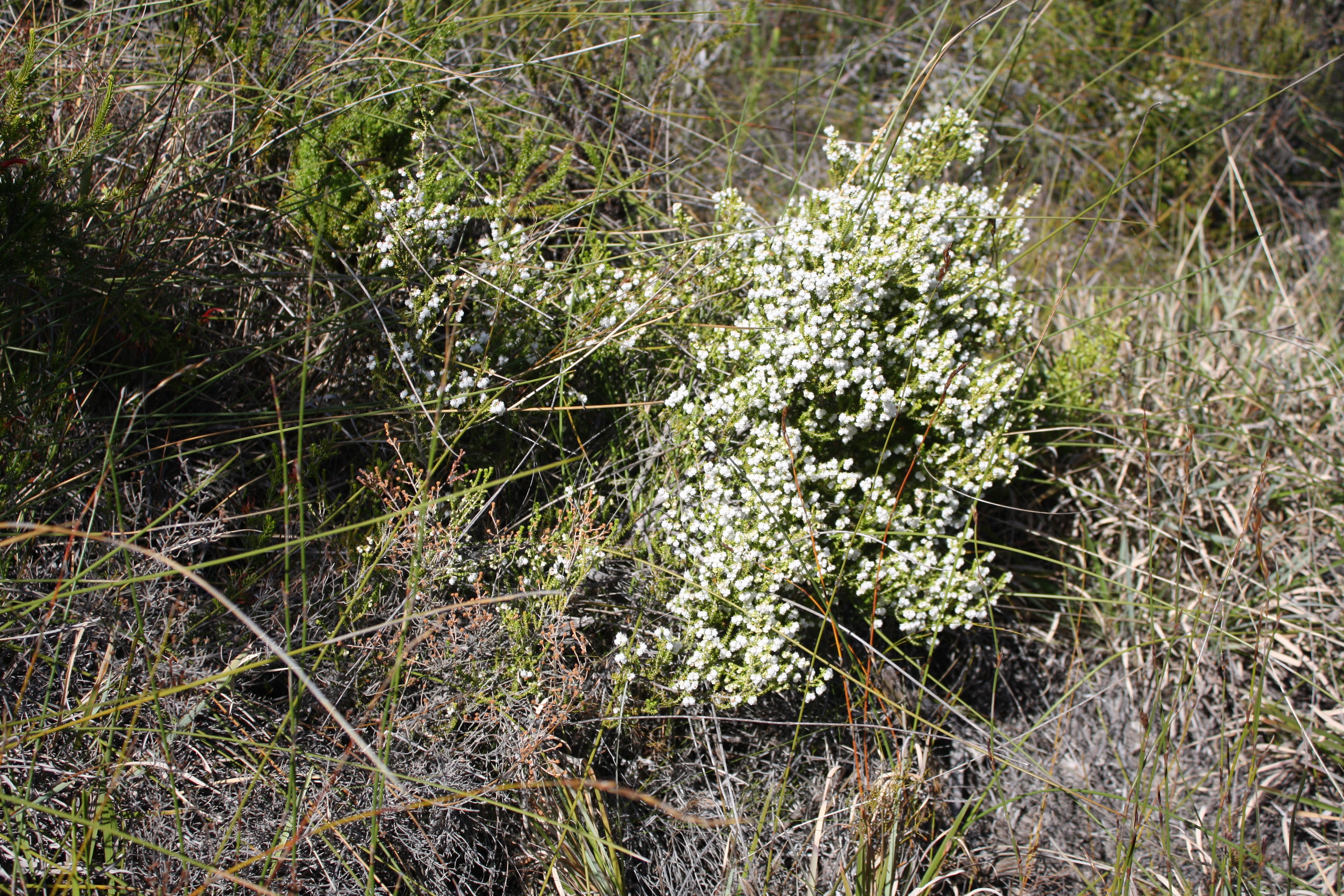
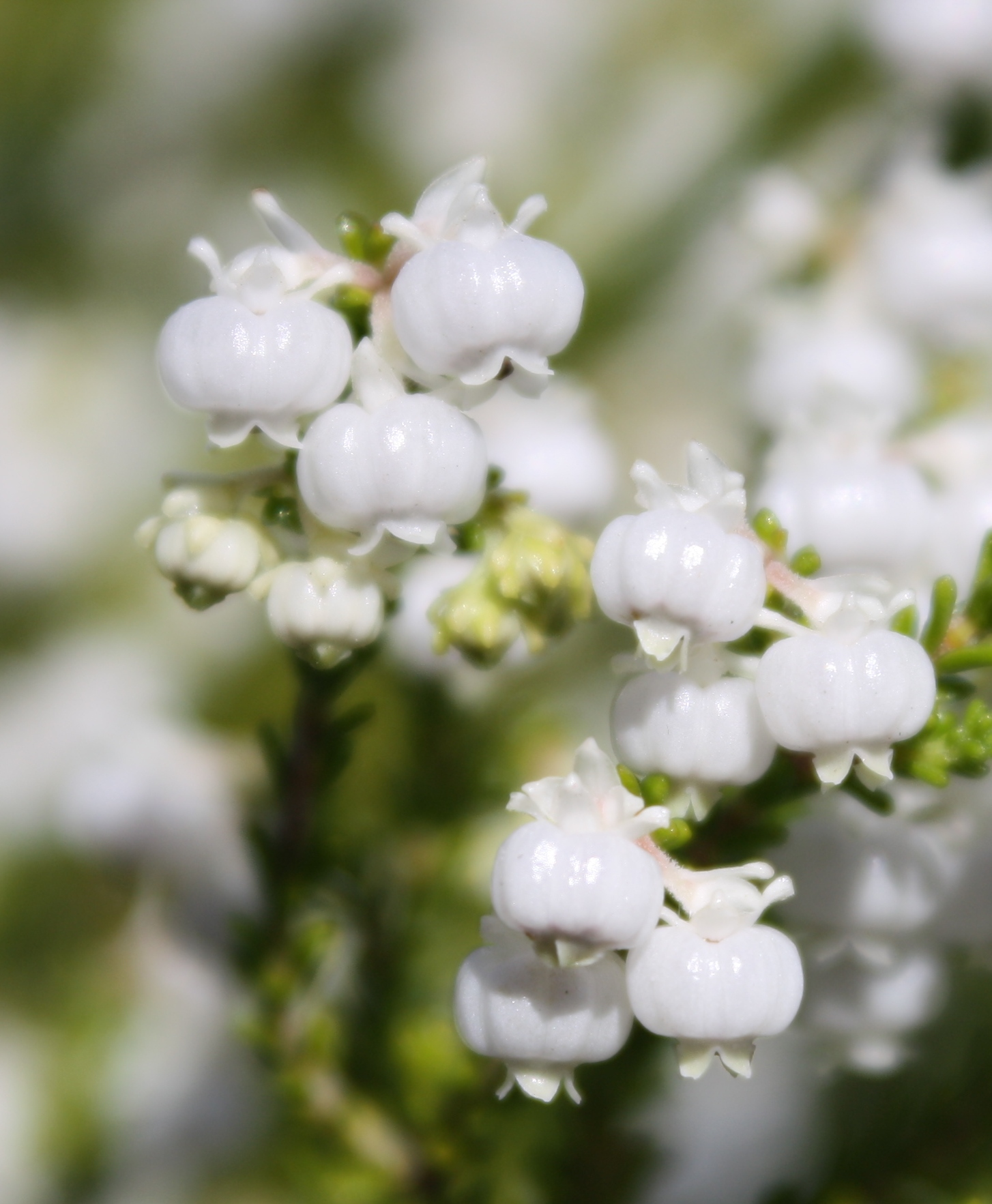